# ゴードン・チャイルド
ヴィア・ゴードン・チャイルド（英語: Vere Gordon Childe、1892年4月14日 - 1957年10月19日)は、オーストラリア生まれの考古学者・文献学者。

## 概要
1892年、シドニーで中流階級の移民家庭に生まれた。 シドニー大学で学び、英国へ渡って最初はエディンバラ大学において、後にロンドンにある考古学研究所において、イギリス在住の研究者として人生の大部分を過ごした。1944年トーマス・ハックスリー記念賞受賞。

## 研究内容・業績
ヨーロッパ先史時代の研究を専門とし、新石器革命（食料生産革命）、都市革命を提案した。また、マルクス主義の社会・経済理論と文化史的考古学の視点を結合させ、異端視されたマルクス主義考古学の提唱者でもある。
チャイルドは考古学・先史学における多くの先駆的な本を書き、とりわけ『文明の起源』（原題：Man makes himself、1936年）及び『歴史のあけぼの』（原題：What Happened in History、1942年）で最もよく知られている。また、その概説書は日本の考古学方法論に大きな影響を与えた。
大衆文化の中で
インディ・ジョーンズ/クリスタル・スカルの王国では、インディアナ・ジョーンズがゴードン・チャイルドから影響を受けた設定になっている。

## 著作
著書
- Man makes himself 1936

『文明の起源』
- What Happened in History 1942

『歴史のあけぼの』
- 『考古学の方法』近藤義郎訳、河出書房新社 1964
  - 改訂新版 1981年
  - 新装版 1994年）
- 『考古学とは何か』近藤義郎・木村祀子 訳、岩波書店(岩波新書) 1969